# A Prisoner of the Harem
A Prisoner of the Harem è un cortometraggio muto del 1912 diretto da Sidney Olcott.

## Produzione
Il film fu prodotto dalla Kalem Company.

## Distribuzione
Distribuito dalla General Film Company, il film - un cortometraggio di 225 metri - uscì nelle sale cinematografiche statunitensi il 19 luglio 1912. Veniva proiettato con il sistema split-reel, nella stessa bobina insieme a un altro corto, Egyptian Sports.